# Industrie- und Handelskammer Lüneburg-Wolfsburg

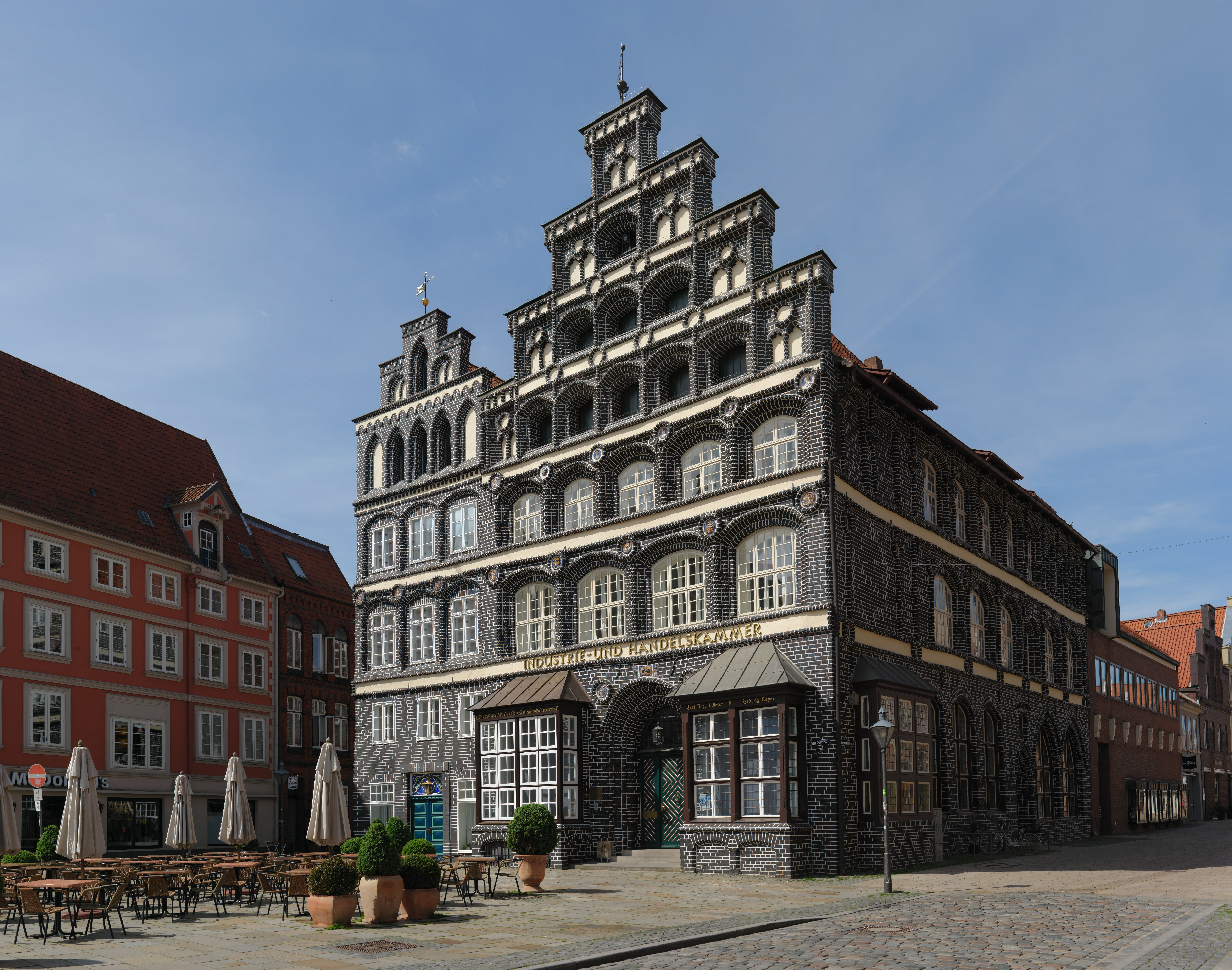
Hauptsitz der IHK Lüneburg-Wolfsburg in Lüneburg, am Platz Am Sande

Die Industrie- und Handelskammer Lüneburg-Wolfsburg (IHKLW) ist die Industrie- und Handelskammer für die kreisfreie Stadt Wolfsburg und die Landkreise Harburg, Heidekreis, Lüneburg, Uelzen, Lüchow-Dannenberg, Celle und Gifhorn. Sie ist eine Körperschaft öffentlichen Rechts und hat die gesetzliche Aufgabe, das Gesamtinteresse der rund 70.000 zugehörigen Gewerbetreibenden und Unternehmen wahrzunehmen.

## Sitz
Die IHK Lüneburg-Wolfsburg hat ihren Hauptsitz in Lüneburg. Sie unterhält Geschäftsstellen in Celle und Wolfsburg.

## Organisation
Die IHKLW wird gemeinsam vertreten durch den Präsidenten Andreas Kirschenmann und den Hauptgeschäftsführer Michael Zeinert. Zeinert wird von Sönke Feldhusen und Michael Wilkens als Stellvertreter unterstützt: Das Präsidium besteht aus dem Präsidenten und den zehn Vizepräsidentinnen und Vizepräsidenten.  Das Präsidium wird aus der Mitte der 100-köpfigen Vollversammlung gewählt.
Die Vollversammlung 2024 bis 2028 besteht aus 100 direkt gewählten Unternehmerinnen und Unternehmern der Landkreise Celle, Gifhorn, Harburg, Heidekreis, Lüchow-Dannenberg, Lüneburg, Uelzen und der Stadt Wolfsburg. Bis zu zehn Mitglieder können in mittelbarer Wahl hinzugewählt werden.
Die Vollversammlung ist das höchste Gremium der IHKLW. Ihre Mitglieder bestimmen die Positionen der IHKLW gegenüber Politik und Verwaltung. Laut Wahlordnung stellt der Wahlausschuss das Wahlergebnis fest und macht die Namen der gewählten Bewerber bekannt.

## Geschäftsbereiche
Die IHK Lüneburg-Wolfsburg (IHKLW) bietet ihren Mitgliedern Beratungen und Services in den drei Handlungsfeldern „Unternehmen beraten“, „Interessen bündeln“ und „Menschen bilden“ an. Neben den laufenden Aufgaben werden auch jährliche Arbeitsschwerpunkte für jeden der Bereiche ausgegeben. Innerhalb der IHK Niedersachsen verantwortet die IHKLW als Federführung die Themen Berufliche Bildung und Digitalisierung. Medienanfragen an die IHKLW und die gesamte Öffentlichkeitsarbeit inklusive des Mitgliedermagazins „Unsere Wirtschaft“ übernimmt der Bereich Strategie und Kommunikation der IHKLW. In den Sozialen Medien ist die IHKLW auf Facebook, LinkedIn und Xing vertreten.
1. Interessen bündeln: Der Geschäftsbereich „Interessen bündeln“ umfasst die Standort- und Politikberatung und verantwortet Themen wie Stadtentwicklung, Verkehr und Digitalisierung. Die Leistungen reichen von Analysen der regionalen Wirtschaftsentwicklung und Stellungnahmen zur Wirtschaftspolitik bis zur Beobachtung der kommunalen und regionalen Politik. Die Mitarbeiterinnen und Mitarbeiter wirken mit an Flächennutzungs- und Bebauungsplänen, Gewerberaum- und Verkehrskonzepten. Ein weiteres Ziel ist der Bürokratieabbau.
2. Unternehmen beraten: Der Bereich „Unternehmen beraten“ unterstützt Unternehmen von der Gründung[12] bis zur Unternehmensnachfolge[13] in Fragen des Betriebsalltags – ob zu den Themen Finanzierung,[14] Außenwirtschaft[15] und internationale Märke, Innovation,[16] Unternehmensentwicklung[17] und -sicherung sowie Nachhaltigkeit.[18] Die IHKLW-Mitarbeiterinnen und Mitarbeiter sind auch Ansprechpartner für rechtlichen Fragen beispielsweise zur Datenschutz-Grundverordnung (DSGVO), zum Handelsvertreterrecht oder rund um außergerichtliche Konfliktlösungen wie Mediation. Darüber hinaus hat der Bereich ein breites Angebot an Netzwerken[19] initiiert, in dem Unternehmen sich zu unterschiedlichen Fachthemen austauschen können und Impulse erhalten.
3. Menschen bilden: Der Bereich „Menschen bilden“ bietet Beratung rund um die Themen Aus- und Weiterbildung, unterstützt bei der Fachkräftesicherung[20] und organisiert die Prüfungen in der Ausbildung[21] und der Weiterbildung[22] und übernimmt die öffentliche Bestellung von Sachverständigen. Unternehmen unterstützt der Bereich mit einem breiten Angebot an (digitalen) Projekten zur Berufsorientierung[23] bei der Nachwuchssuche. Davon profitieren auch Schülerinnen und Schüler, die authentische Einblicke in regionale Ausbildungsbetriebe erhalten. Darauf zielt auch die niedersachsenweite Ausbildungskampagne „Moin Future“, die organisatorisch von der IHKLW verantwortet wird.[24] Bei Konflikten zwischen Ausbildungsunternehmen und Azubis vermittelt die Schlichtungsstelle der IHKLW. Als Träger der Allianz für Fachkräfte Nordostniedersachsen[25] koordiniert die IHKLW auch die Projekte des Fachkräftebündnisses, das vom Land Niedersachsen im Rahmen der Fachkräfteinitiative Niedersachsen[26] anerkannt wurde.

## Geschäftszahlen
Mit 55,98 Millionen Euro Bilanzsumme gehört die IHK Lüneburg-Wolfsburg zu den mittelgroßen IHKs. Die wichtigsten Aktiva der IHK Lüneburg-Wolfsburg sind laut Bilanz 2024 die Sachanlagen von 9,12 Millionen Euro, die Wertpapiere mit 39,17 Millionen Euro. Die wichtigsten Passiva sind das Eigenkapital von 19,63 Millionen Euro und Rückstellungen für Pensionen und ähnliche Verpflichtungen in Höhe von 26,23 Millionen Euro.
Das Geschäftsjahr 2024 schloss die IHK mit einem Bilanzgewinn in Höhe von 3,93 Millionen Euro ab. Der Umlagesatz bleibt seit Jahren stabil mit 0,17 % vom Gewerbeertrag.
Die IHK Lüneburg-Wolfsburg baut aktuell und bis in das Jahr 2027 hinein ihren Hauptsitz in Lüneburg am Sande weiter. Dabei werden Großteile der aktuellen Gebäudesubstanz aus dem 16. sowie dem frühen und späten 20. Jahrhundert erhalten. Die Vollversammlung gab diesem Projekt mit einem Volumen von 35 Mio. Euro im Februar 2022 grünes Licht. Die Finanzierung erfolgt mit einer Tranche von 20 Mio. Euro zu großen Teilen durch Kredite, deren Zinssatz im April 2022 gefixt wurden; also vor der Zinswende.

## Mitgliedschaften und Beteiligungen
- Deutsche Industrie- und Handelskammer
- IHK Nord – Arbeitsgemeinschaft norddeutscher Industrie- und Handelskammern
- IHK Niedersachsen - Landesarbeitsgemeinschaft niedersächsischer Industrie-und Handelskammern
- Nordland-Autobahn e. V.
- Bündnis Elbeseiten-Kanal e. V.
- Kammerunion Elbe/Oder
- Förderkreis Leuphana Universität e. V.
- Unternehmerkuratorium Nord (UKN).[29]
- Trägergesellschaft der Hochschule 21
- Verein RegionalVerbund für Ausbildung e. V.
- Projekt „ServiceQualität Deutschland in Niedersachsen“
- Metropolregion Hamburg
- Allianz für die Region

## Pensionslasten
Seit Jahren begleiten die IHK Lüneburg-Wolfsburg hohe Pensionslasten. Bis März 2000 neu eingestellten Mitarbeitern wurde die Aufstockung ihrer gesetzlichen Rente auf 75 % des letzten Bruttogehalts zugesagt. Der damalige Hauptgeschäftsführer wurde abberufen, nachdem er eine Dienstvereinbarung zur rückwirkenden Absenkung dieser Zusagen abgeschlossen hatte. Nicht ausreichende Rückstellungen für Pensionslasten und Kursverluste bei den vorhandenen Rücklagen waren Ursache für Verluste in Millionenhöhe im Jahr 2008.
Die komplette Darstellung der Pensionszusagen in der Bilanz sowie die Hinterlegung mit Finanzmitteln gelang dann mit dem Jahresabschluss 2012. Mit dem 1. Januar 2014 nahm eine 100-%-Tochtergesellschaft der IHK ihre Tätigkeit auf. Ihr Auftrag war die Übernahme von Finanzmitteln aus einer extern verwalteten Treuhand in Eigenregie der IHK. Nach Umsetzung dieser Übertragung wurde diese Tochter-GmbH wieder abgewickelt. Bei der DIHK lassen sich die Anzahl der Anspruchsberechtigten, die Höhe der Rückstellungen und der Ort der Pensionsverpflichtungen nachschlagen.

## Aktuelle Projekte
Die IHKLW-Vollversammlung setzt mit ihrer Strategie bis 2023 den Fokus auf die Themen Digitalisierung meistern, Regionen zukunftsfähig aufstellen und Fachkräfte sichern. Unter dem Credo #GemeinsamWirtschaftStärken rückt die IHKLW daher Themen in den Mittelpunkt, die der regionalen Wirtschaft bei Neustart aus der Coronakrise ebenso helfen.